# ماري تايلور
ماري تايلور (بالإنجليزية: Marie Taylor)‏ هي عالمة نبات أمريكية، ولدت في 1911 في Sharpsburg, Pennsylvania ‏ في الولايات المتحدة، وتوفيت في 1 ديسمبر 1990.